# Eugenia Serra
Eugènia Serra Aranda (Barcelona, 3 de octubre de 1959) es la actual directora de la Biblioteca de Cataluña.

## Biografía
Diplomada en Biblioteconomía y Documentación por la Universidad de Barcelona y Licenciada en Documentación por la Universidad Abierta de Cataluña, Eugènia Serra fue desde el año 2002 hasta el 2012 Responsable de Coordinación General de la Biblioteca de Cataluña, donde empezó a trabajar como subalterna en 1983.
Entre el 1995 y el 2002 ejerció como jefa del área de Tecnología de la Información de la Biblioteca de Cataluña. Anteriormente, entre 1989 y 1995 había sido encargada del Servicio de Acceso y obtención de documentos; previamente, desde el 1983, había desarrollado otras tareas en la misma biblioteca. La nueva directora de la Biblioteca de Cataluña fue también presidenta del Colegio Oficial de Bibliotecarios-Documentalistas de Cataluña entre los años 2003 y 2006.
Ha ejercido como docente, tanto en el ámbito universitario como en el profesional. En el ámbito universitario ha trabajado como profesora asociada en la Universidad de Barcelona impartiendo las materias Métodos y Técnicas de planificación, Fuentes de información en ciencias sociales y Servicios de información en la Facultad de Biblioteconomía y Documentación (UB). En el ámbito profesional ha centrado su tarea docente en la relación entre biblioteconomía y tecnología.

## Publicaciones
Serra es también autora de varios artículos sobre biblioteconomía y documentación - entre ellos La Biblioteca de Catalunya i l'accés al patrimoni digital, junto con Karibel Pérez y Ciro Llueca (2011), Digitalització? Parlem-ne? (2010) o Deu pinzellades de la història recent de la Biblioteca de Catalunya, junto con Dolors Lamarca (2007) en revistas profesionales como Ítem: revista de Biblioteconomia i Documentació, Bid: textos universitaris de biblioteconomia i documentació o Métodos de información (MEI). También ha pronunciado numerosas conferencias en seminarios especializados.